# ミツエ・ヤマダ
ミツエ・ヤマダ（山田 ミツエ、Mitsuye Yamada、1923年7月5日 - ）は、アメリカ合衆国の著作家、人権擁護活動家、フェミニスト、大学教員。日系人の強制収容（ミニドカ戦時移住センター収容）の体験をもとに『収容所ノート』、『砂漠行』（日本語訳2004年）を著し、補償請求運動にも参加した。また、複数の大学で女性学講座を担当し、他のアジア系アメリカ人女性作家とともに「多文化女性作家」団体を立ち上げた。アムネスティ・インターナショナルのアメリカ合衆国代表なども務めている。

## 背景
ミツエ・ヤマダは1923年7月5日、ジャック・カイチロウ・ヤスタケとヒデ・シラキ・ヤスタケの第3子ミツエ・メイ・ヤスタケとして福岡県に生まれた。日系1世の両親は日本で結婚した。数週間後にジャックが渡米し、ヒデはその後、写真花嫁の一団と同じ船で渡米した。ヤスタケ夫妻にはマイケル・セイイチ（マイク）、トシオ（トッシュ）の2人の息子があり、ミツエの後に第4子ジョーが生まれた。ミツエはヒデが里帰りして出産した子であり、3歳半まで日本で育った。したがって日本国籍であり、事実上は日系1世である。また、9歳のときに再び渡日し、母方の祖父母のもとで18か月間暮らしたため、通算5年間は日本で教育（主に家庭教育）を受け、実際彼女の著作には日本語や日本文化の影響が強く表れているため、「帰米」と表現することもできるが、ヤマダ自身は、アメリカの教育を受けたことから自らを「2世」と称している。なお、1955年にアメリカに帰化した。結婚および第1子出産後のことである。
父ジャックはスタンフォード大学工学部を卒業し、結婚後にシアトル（ワシントン州）に居を構えた。ビーコンヒルのアジア系チャイナタウン＝インターナショナル・ディストリクトの土産物店で働いた後、シアトル移民帰化局に通訳として採用され、太平洋戦争勃発まで25年間勤務した。母ヒデは仕立屋の仕事をして家計を助けた。父ジャックはシアトルで川柳会を立ち上げ、会長を務めていた。子供たちにも川柳、俳句や多くの物語を語り聞かせた。ヤマダは、こうした父の影響で早くから詩を書くようになった。

## 日系人の強制収容

### FBIの家宅捜査
クリーブランド高等学校（オハイオ州）を卒業。太平洋戦争が勃発したとき、ヤマダは19歳であった。1941年12月7日（日本時間8日未明）、教会の日曜学校で日本軍による真珠湾攻撃の知らせを受けた。同日午後、連邦捜査局（FBI）の捜査官が3人、家に来て、父の居場所を尋ねた。日本食レストラン「まねき」の川柳会に出ていると思ったので、「ここにはいない、リトル・トーキョーだ」と答えた。さらに2人の捜査官が来て、5人で絨毯を剥がし、額を外し、棚の食器類を取り出し、数時間かけて徹底的に家宅捜査した。遅れて帰ってきた母が驚いて、（当時はまだ英語が話せなかったために）日本語で説明を求めても、「日本語を話すな。英語を話せ」と怒鳴られるだけだった。

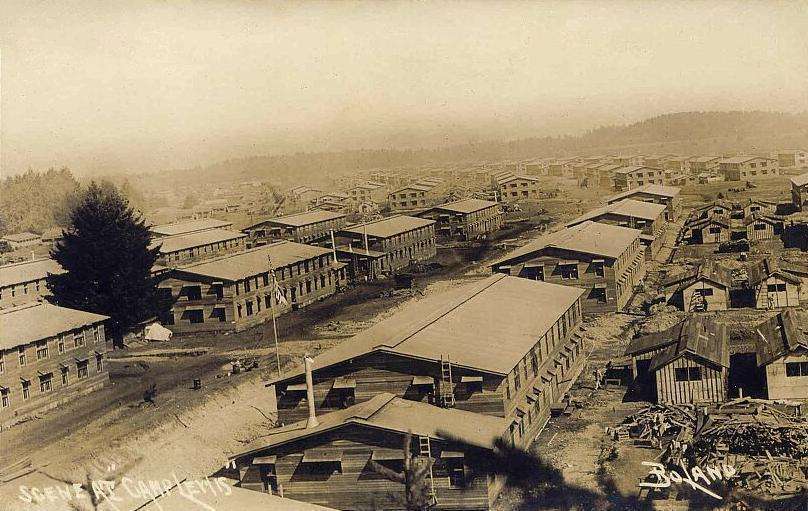
キャンプ・ルイス（後のフォート・ルイス仮収容所、1917年頃）

父はすでにシアトル移民帰化局に拘留されていた。スパイ容疑で逮捕され、フォート・ルイス仮収容所へ送られた。フォート・ルイスはタコマ (ワシントン州) にあった軍事施設で、1942年から43年にかけて日系、ドイツ系、イタリア系アメリカ人の指導者が敵性外国人として収容され、この後、日系とイタリア系はフォート・ミズーラ抑留キャンプ、ドイツ系はフォート・リンカーン抑留キャンプへ送られた。だが、このとき家族はまだ何も知らされず、後にニューメキシコ州の司法省管轄下のキャンプ・ローズバーグから送られた父の手紙を受け取った。資産が凍結されたため、子供たちは退学して仕事を探した。

### ミニドカ戦時移住センター

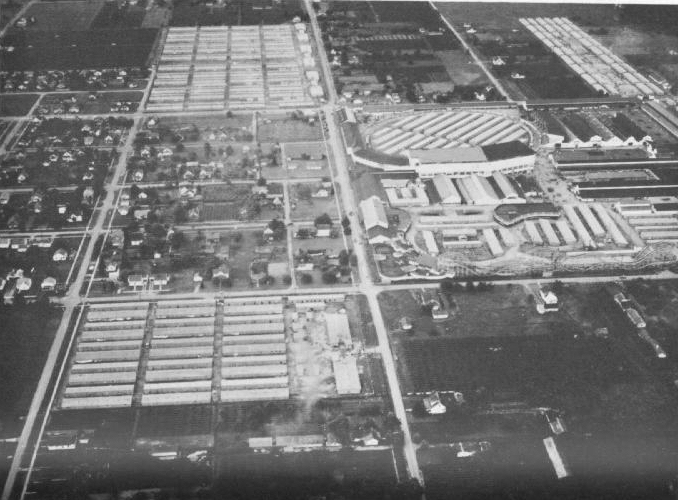
キャンプ・ハーモニー（1942年）

1942年2月19日、ルーズベルト大統領が発した大統領令9066号により、日系人の強制立ち退き（収容）が始まり、カリフォルニア州、オレゴン州、ワシントン州に住む約12万人の日系人が内陸部の10の収容所に送られることになった。立ち退きまでのわずか数日の間に家財を隣家に預け、荷物をまとめた。母ヒデ、長男マイク、二男トッシュ、三男ジョー、そしてミツエはピュアラップ (ワシントン州) のキャンプ・ハーモニーへ送られた。キャンプ・ハーモニーは主にシアトルとアラスカの住民が最初に送られた集合所（仮収容所）である。マイクは結核を病んでいた。トッシュは収容所内の病院で働き、ヤマダは託児所で働いた。末子のジョーはまだ9歳であった。数か月後に今度はハント (アイダホ州) のミニドカ戦時移住センターに送られた。トッシュはここでも病院に勤務した後、一時期だが、甜菜（テンサイ）農場で働く許可を得た。ミツエは病院で看護師の助手を務めた。

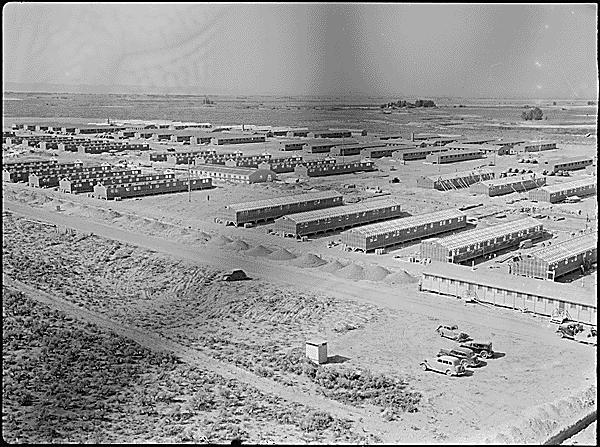
ミニドカ戦時移住センター（1943年8月18日）

1943年にルーズベルト大統領が日系アメリカ人のみの部隊を結成すると発表した。マイクは、米軍への従軍の意思を問う質問27と米国に忠誠と日本への忠誠放棄を問う質問28のいずれにも「ノー」と答えた「ノー・ノー・ボーイ」であり、収容所に留まることになった。トッシュは白人将校が指揮する第100歩兵大隊（第442連隊戦闘団）に入りたくはなかったが、米国への忠誠を示すことで父が釈放されるかもしれないと考えて志願した。彼は後にフランス戦線で負傷し、イタリアの病院で回復を待って帰国した。
辛い収容所の生活で助けてくれたのはクエーカー教徒であった。ヤマダはトッシュが出征する前に、彼と一緒にキャンプ・ローズバーグに抑留された父に会う機会を得た。案内してくれたのはある牧師夫妻であった。キャンプに着くまで、地元民に気づかれないように、牧師が運転する車の後部座席に隠れていた。2年ぶりの再会であったが、父は変わり果てていた。トッシュの出征については父に話さなかった。この後、父はテキサス州のクリスタルシティ抑留キャンプに送られた。敵性外国人抑留所、家族抑留キャンプとも呼ばれたこの収容所は、アメリカ政府と中南米諸国の政府との取り決めによる捕虜の交換のために、日系人のほか、ドイツ系、イタリア系、日系ペルー人、その他の中南米の日系人を収容するキャンプであり、抑留者との面会が許可されていた。ヤマダは後に、移民帰化局に母とジョーが父に面会するための申請を行い、許可された。
ヤマダが収容所から出る手助けをしたのはボブ・オブライアンというクエーカー教徒である。就学や就職のためであれば、煩雑な申請手続きを踏んで忠誠心が認められると、収容所を出ることが可能であったため、ヤマダはあちこちの大学に願書を送ったが許可されなかった。仕事を探そうにも情報が得られなかった。シンシナティ大学の学生食堂の従業員募集について情報を与えてくれたのがボブ・オブライアンであり、この結果、ヤマダと兄マイクはシンシナティ大学に就職し、収容所から解放された。

## 戦後

### 教育活動
1945年にクリスタルシティ抑留キャンプが解放され、父ジャックは母ヒデとジョーに合流し、マイクとミツエが住むシンシナティに居を構えた。最初は家事労働や雑役の仕事しかなかったが、2年後にシカゴ再移住者委員会の事務局長の職を得て引っ越した。これは、元抑留者の就労・住宅支援のために社会事業組織である。父ジャックは1953年に死去した。
ヤマダはニューヨーク大学で文学を専攻し、1947年に学士号を取得。1953年にシカゴ大学で修士号を取得した。1950年に化学研究者・水彩画家のヨシカズ・ヤマダと結婚し、ジェニ・エレン・ヤマダ（長女、1951年生）、ステーヴン・マシュー・ヤマダ（長男、1957年生）、ダグラス・カイ・ヤマダ（次男、1959年生）、ヘディ・ルイーズ・ヤマダ（次女1961年生）の四子をもうけた。
1966年にカリフォルニア州オレンジ郡のフラートン・カレッジ人文学部の講師に就任。1969年まで務めた後、1969年に同じオレンジ郡のサイプレス・カレッジに赴任し、1989年まで20年間、英米文学の講座を担当した。退官時には北オレンジ郡コミュニティ・カレッジ・ディストリクトから教員功労賞を受けた。退官後も1990年から91年までサンディエゴ州立大学の客員教授としてクリエイティブ・ライティング講座を担当。91年から92年までカリフォルニア大学ロサンゼルス校の客員助教授、92年から95年までカリフォルニア州人文科学会議理事会員、93年から94年まで再びサンディエゴ州立大学の客員教授、97年にカリフォルニア大学アーバイン校のアジア系アメリカ研究の特任助教授を歴任した。

### アジア系アメリカ文学
収容所から解放されて新しい生活を始めた日系人は、抑留体験について語ろうとしなかった。長女のジェニが母の抑留について知ったのは、テレビ番組を通じてである。ヤマダは、「（抑留体験は）決して口にしてはならないこと、恥ずべきこと」であったと、日本の「恥の文化」を指摘する。実際、ルース・ベネディクトが戦時中の調査研究や日系移民との交流を通じて『菊と刀』を著したのは終戦直後の1946年のことである。したがって、ヤマダの研究活動も当初は文学に特化したものであり、政治的なものではなかった。ヤマダが政治的な意識を持つようになったのは、黒人公民権運動が起こった1950年代から60年代にかけてである。オードリー・ロードの「私の沈黙は私を守ってはくれなかった。あなたの沈黙はあなたを守ってはくれないだろう」という言葉に共鳴し、芸術と政治は切り離せない、日系および他のアジア系アメリカ人の声を届けなければならないと感じた。
1970年代初頭は公民権運動のうねりが他のマイノリティにも波及し、アジア系アメリカ人運動が起こった。1974年にはアジア系アメリカ文学のマニフェストとされる『アイイー! ― アジア系アメリカ作家作品選集』が全米屈指の名門黒人大学であるハワード大学の出版局から刊行された。70年代後半には日系人の強制収容に対する補償（リドレス）を求める運動が起こり、ヤマダも積極的に参加した。

### アジア系フェミニズム
ヤマダが最初の詩集『収容所ノート』を発表するきっかけとなったのは、アルタとの出会いであった。アルタは1969年にオークランドで米国初のフェミニスト出版社「シェイムレス・ハシー・プレス（恥知らずのあばずれ女出版社）」を設立した詩人である。ヤマダはそれまでに「靴箱いっぱいの詩」を書いていたが、収容所体験を描いたものであり、発表するつもりはなかった。これを読んだアルタに高く評価され、1976年に『収容所ノート』として刊行された（1998年にラトガース大学出版局から第2版が刊行された）。同出版社は1989年に解散するまでにヤマダのほか、パット・パーカー、ヌトザケ・シャンゲ、スーザン・グリフィンの4人のフェミニスト詩人・劇作家を世に送り出した（すべて処女作を刊行した）ことで知られる。
アジア系女性作家が団結して活動する必要があると考えたヤマダは、1980年に同じオレンジ郡に住む中国系アメリカ人作家らとともに「オレンジ郡多文化女性作家」団体を結成した。1981年には中国系アメリカ人作家のネリー・ウォンとヤマダの活動を紹介するドキュメンタリー映画『ミツエとネリー ― アジア系アメリカ人詩人』が制作された。これはアリー・ライトと夫のアーヴィング・サラフが12万ドルの全米人文科学助成金を受けて共同で制作した映画で、アメリカ映画ビデオ・フェスティバル、香港映画フェスティバル、台湾映画フェスティバルで上映され、PBS（公共放送サービス）でも放映された。このほか、ネリー・ウォンとともに1966年に社会主義労働者党から分離して結成された革命的フェミニズム政党の自由社会党の党員であった中国系アメリカ人女性詩人のマール・ウー、日系二世の歌手・振付師ノブコ・ジョアン・ミヤモトらと活動を共にした。
ヤマダが作品を発表したアジア系アメリカ人女性作家のアンソロジーとして、『私たちが織る織物』、『センネンボクの種まき』、『アジア系アメリカ人作家3人が語るフェミニズム』などがある。『センネンボクの種まき』はキッチンテーブル (有色人女性出版社) から刊行されたが、この出版社は、1980年に、当時エマーソン大学で黒人女性文学を担当していたバーバラ・スミスがオードリー・ロードの提案を受けて設立したものであり、1988年にヤマダの第2作『砂漠行』を刊行したのもキッチンテーブルである。本書に収められた詩「棍棒」は、妻を大きなこけしで殴る夫の暴力（ドメスティック・バイオレンス）を描いた作品として当時は非常に衝撃的であり、こうした点でヤマダの作品は、キンバリー・クレンショーが1989年に提唱した、人種・民族、宗教、国籍、階級、性的指向、性自認などが多層的に交差するインターセクショナリティの概念を先取りするものとされる。
さらに、こうした運動の一環として、本務校サイプレス・カレッジで女性学プログラムのコーディネーターを務めるほか、1981年から82年までカリフォルニア州立大学ロングビーチ校の女性学講師、83年にシカゴ大学多文化女性研究所の研究員、87年にピッツァー・カレッジ（カリフォルニア州クレアモント）の客員詩人を務め、合衆国多民族文学研究会 (MELUS) などの学術誌、文芸誌に寄稿している。
一方、アムネスティ・インターナショナル (AI) の活動にはすでに1960年代から関わっていたが、1987年から91年までAIアメリカ合衆国理事会員を務め、1991年にはジュネーヴ（スイス）で開催された女性と人権に関するAI国際会議、横浜で開催されたAI国際評議員会議に参加した。
ヤマダは教員・作家として学生や若手作家に対して、「最悪なのは受動性。隠れたままであってはならない。立ち上がって、自分の存在を示してほしい」、「重要なのは書き続けること」、「ほんとうに自分の気持に正直に書くこと」と励まし続けている。
2019年8月24日に第3作『フルサークル』がカリフォルニア大学から刊行され、これに合わせて全米日系人博物館で朗読会が行われる。

### 受賞・栄誉
ヤマダはこうした功績により、オレンジ郡芸術連合文芸賞（1980年）、フェミニズムアート運動の一環として1973年にロサンゼルスに設立された教育センター「ウーマンズ・ビルディング」のヴェスタ著作賞（1982年）、ヤドー芸術家村（ニューヨーク州サラトガ・スプリングズ）の作家奨学金（1984年）、オレンジ郡「ウィメン・フォー」の女性の地位向上功労賞（1984年）、オレンジ郡の女性ネットワーク「アラート」文学賞（1985年）、国際ソロプチミストの女性功労賞（現「女性を支援する女性のためのルビー賞」などを受賞した。

## 著書

### 単著
- Camp Notes and Other Poems, Shameless Hussy Press, 1976; Rutgers University Press, 1998.
- Desert Run: Poems and Others Stories, Kitchen Table: Women of Color Press, 1988.
- (上記2冊の日本語訳)『収容所ノート ― ミツエ・ヤマダ作品集』石幡直樹、森正樹共訳、松柏社、2004年 - 収容所ノート ─ その他詩編（第1章：一世の両親 / 二度開拓者だった / 二人の人生を私は今聞く、第2章：収容所ノート、第3章：その他詩編）、砂漠行 ─ 詩と物語（第1章：私の居る場所、第2章：サトカエリ、第3章：抵抗、第4章：繋がり）。
- Full Circle, New and Selected Poems (フルサークル ― 新詩集・詩選集), University of California, 2019.

### 共著
- The Webs We Weave: Orange County Poetry Anthology (私たちが織る織物（私たちが作るウェブ）― オレンジ郡詩選集), Asian Women United of California (ed.), Literary Arts Press, 1986.
- Sowing Ti Leaves: Writings by Multicultural Women (センネンボクの種まき ― 多文化女性作家作品集), Kitchen Table: Women of Color Press, 1990.
- Three Asian American Writers Speak Out on Feminism (アジア系アメリカ人作家3人が語るフェミニズム), Red Letter Press, 2003.

### ドキュメンタリー映画
- Allie Light and Irving Saraf, Mitsuye and Nellie: Asian American Poets (ミツエとネリー ― アジア系アメリカ人詩人), 1981.

### インタビュー
- “You should not be invisible”: An Interview with Mitsuye Yamada (隠れたままであってはならない), Contemporary Women’s Writing, Volume 8, Issue 1, Pages 1–16, Oxford University Press, March 2014.
- Mitsuye May Yamada - Joe Yasutake - Tosh Yasutake Interview - Segments 1-86 - (動画) ヤマダ、兄トッシュ、弟ジョーのインタビュー - October 8 & 9, 2002, Densho.

## 参考資料
- SITES OF SHAME - The YASUTAKE Story - Chapters 1-7, Densho.
- Mitsuye May Yamada - Joe Yasutake - Tosh Yasutake Interview - Segments 1-86 - October 8 & 9, 2002, Densho.
- Mitsuye Yamada, Sharon Yamato (Interviewer), August 7, 2018, Mitsuye Yamada, Her mother came to the U.S. with a group of picture, Her father bought her mother American clothes after she arrived from Japan, FBI agents came to the house while parents were gone, Was ordered to speak English during FBI house search after Pearl Harbor, Grateful for the Quakers’ help in camp and finding jobs outside of camp, Her brother’s reasons as a No-No Boy, How "Camp Notes" was published, Expressing herself through poetry, Advice to writers - Discover Nikkei (Contributed by: Watase Media Arts Center, Japanese American National Museum)
- Mayumi Tsutakawa, Mitsuye Yamada - Densho Encyclopedia.
- Raneem Mokatrin, Feminist Theorist Thursdays: Mitsuye Yamada, April 5, 2018, FEM, UCLA.
- Guide to the Mitsuye Yamada Papers MS.R.071, Online Archive of California - California Digital Library.
- Sakiko Matsuda (1998), Voice from the Gaps - Mitsuye Yamada, University of Minnesota.